# Cliffhanger (roteiro)

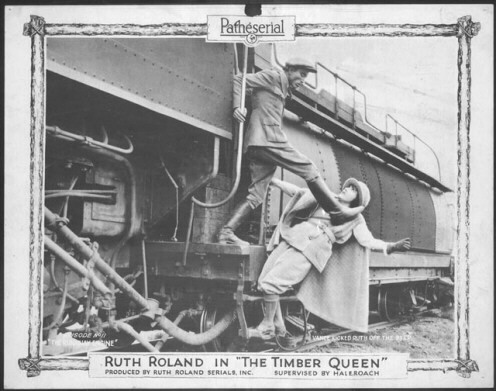
Cliffhanger: Ruth Roland em The Timber Queen (1922)

Cliffhanger (em português, "segurando-se na beira de uma montanha") é um recurso de roteiro utilizado em ficção, que se caracteriza pela exposição do personagem a uma situação limite, precária, tal como um dilema ou o confronto com uma revelação surpreendente. Geralmente, o cliffhanger é utilizado para prender a atenção da audiência e, em casos de séries ou seriados, fazê-la retornar ao filme, na expectativa de testemunhar a conclusão dos acontecimentos que o público espera ser chocante.
O termo teve sua origem por volta do início do século XX, e foi dicionarizada em 1937, no Oxford English Dictionary. Na época o recurso foi utilizado como fim de episódio para os seriados do cinema mudo, quando o personagem ficava literalmente “à beira do precipício”, e muitas vezes as frases "To be continued," ou "The End?" instigavam a curiosidade da audiência para o próximo episódio.

## Explicação psicológica
A ideia do cliffhanger como arremate de episódio se constrói sobre o valor do suspense como garantia de audiência futura, em que o espectador aguarda com ansiedade o desenrolar da solução, a despeito de essa solução ser, de certa forma, previsível. A situação envolvida no cliffhanger permanece clara na memória do espectador, mantendo-o interessado na história, mesmo com um intervalo considerável entre a situação apresentada e a solução oferecida. Seria o que se pode chamar, em psicologia, de Efeito Zeigarnik. Tal efeito estabelece que as pessoas costumam se recordar de tarefas incompletas ou interrompidas melhor que de tarefas completadas.
A psicóloga soviética Bluma Zeigarnik estudou tal fenômeno pela primeira vez, depois que seu professor Kurt Lewin, psicólogo Gestalt, notou que um garçom tinha maiores recordações dos seus pedidos não pagos do que dos demais. O Efeito Zeigarnik sugere que estudantes que suspendem seu estudo durante algum tempo, durante o qual fazem atividades não relacionadas àquele estudo (tais como estudar matérias diversas ou jogar), vão lembrar a matéria melhor do que os que completaram a sessão de estudos, sem interrupção.
Na psicologia Gestalt, o Efeito Zeirganik tem sido usado, geralmente, para demonstrar a presença do fenômeno Gestalt: não apenas aparecendo como efeito perceptual, mas também como presente na cognição.

## História

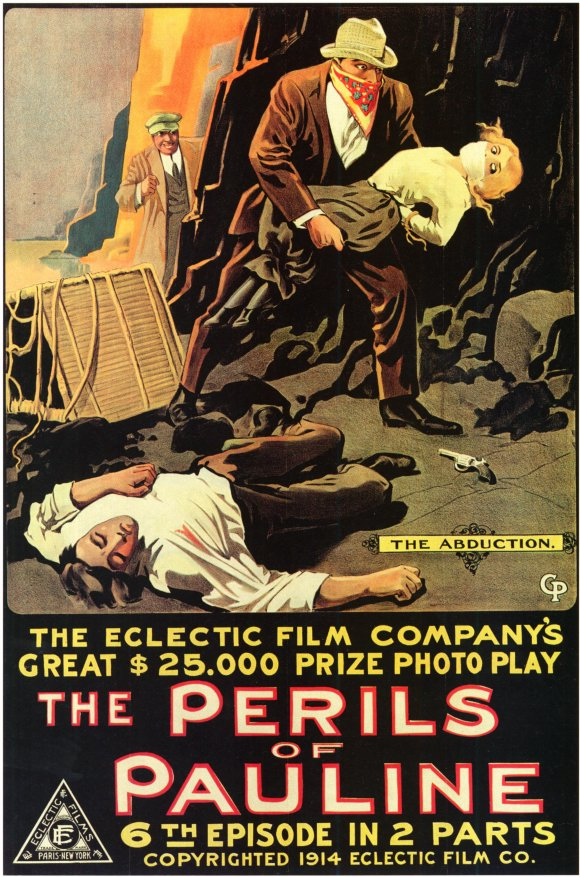
Cliffhanger em The Perils of Pauline

A ideia de terminar a história num ponto onde a audiência ficasse em suspense, à espera da conclusão, remonta a uma época tão antiga quanto a existência das histórias. Foi o tema central e o recurso construtivo de alguns contos conhecidos, tais como As Mil e uma Noites, em que Sherazade, em face da ameaça da execução matinal ordenada por seu marido, o rei Shahryar, conta suas histórias sempre terminando com um cliffhanger, forçando assim o rei a adiar sua execução diariamente, mediante a curiosidade de conhecer o resto da história.
O termo cliffhanger pode ter se originado com o romance em série de 1873, A Pair of Blue Eyes, de Thomas Hardy. Na época, os jornais publicavam romances em capítulos, geralmente um capítulo por mês. Para que o interesse na história permanecesse, alguns autores empregavam diferentes técnicas. Quando sua história foi transformada em série no Tinsley's Magazine, entre setembro de 1872 e julho de 1873, Hardy decidiu levar um de seus protagonistas, Henry Knight, literalmente para a “beira do precipício”, encarando os olhos de pedra de um trilobita fossilizado, iniciando o literal cliffhanger na literatura vitoriana.
Desde que Hardy criou a situação, todos os escritores passaram a utilizar o cliffhanger, e Wilkie Collins ficou famoso por comentar sobre a técnica: "Make 'em cry, make 'em laugh, make 'em wait – exactly in that order" (“Faça-os chorar, faça-os rir, faça-os esperar – exatamente nessa ordem”).
O cliffhanger pode ter migrado para o cinema no mais popular seriado do cinema mudo, The Perils of Pauline (1914), exibido em episódios semanais que apresentavam Pearl White como a atriz principal, uma permanente “donzela em perigo”. Especificamente, um episódio filmado nos arredores de New Jersey Palisades terminava com a heroína literalmente à beira do precipício.
A partir de então, vários seriados utilizaram o recurso, tais como The Hazards of Helen, The Timber Queen, entre outros, em que a heroína sempre terminava o episódio sob uma situação de perigo extremo e, aparentemente, sem solução.
Um outro exemplo cinematográfico, possivelmente o mais famoso cliffhanger, foi o fim do filme de 1969, The Italian Job (Um Golpe à Italiana), onde o veículo usado na fuga ficava literalmente balançando à beira do abismo.

## Seriados e séries de TV

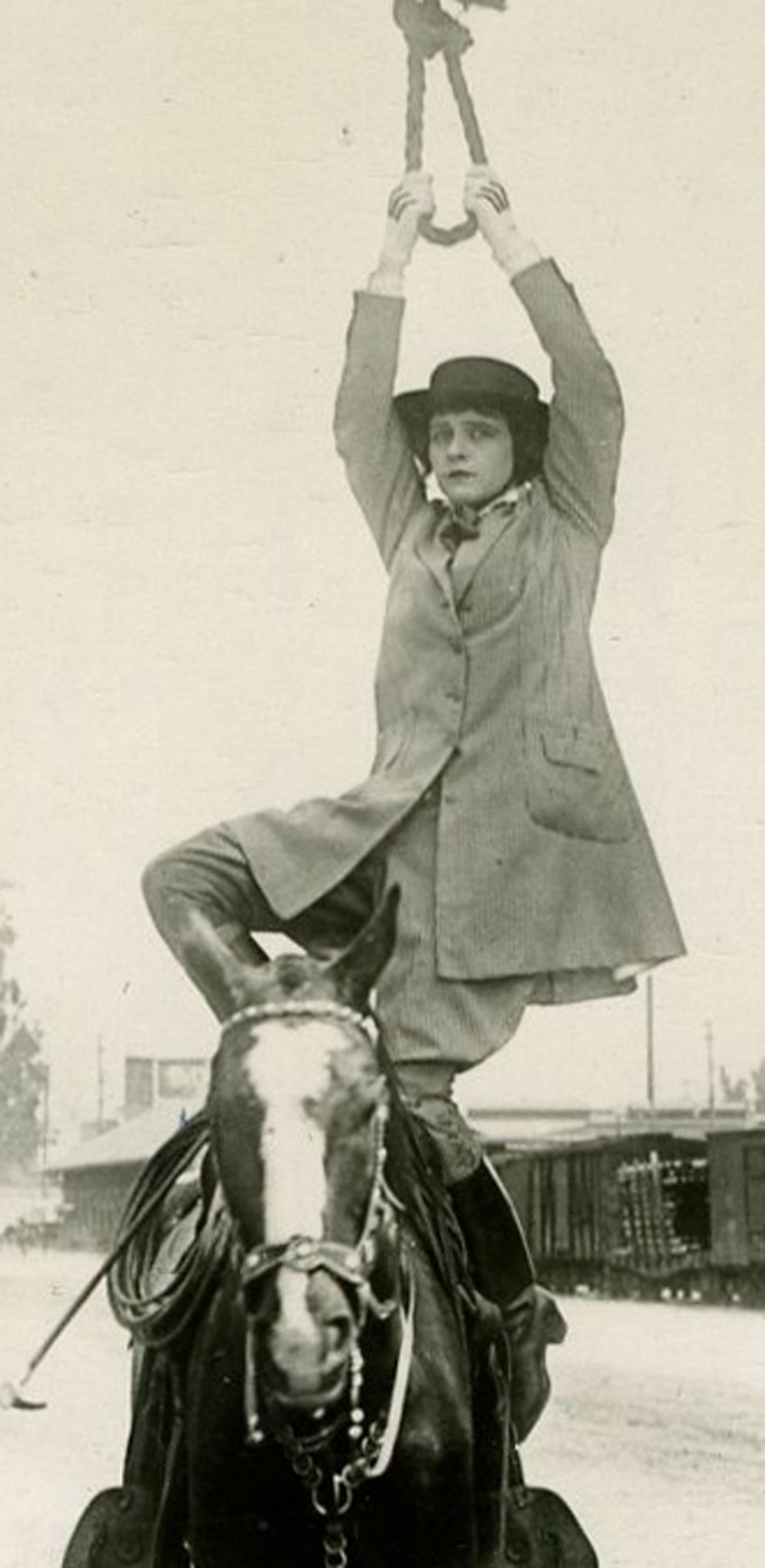
Cliffhanger: Helen Gibson em ação

Cliffhanger foram muito populares nos seriados dos anos 20 e 30, quando o cinema ocupava o mercado ora preenchido pela televisão, e a grande maioria deles terminava seus capítulos com o recurso, assegurando o retorno da audiência para o próximo episódio. Entre 1912 e 1956, foram produzidos 232 seriados com o recurso do cliffhanger.
Atualmente tais recursos passaram a ser utilizados em séries de TV, especialmente em novelas. Nos Estados Unidos da América, o enorme sucesso de "Who shot J.R.?", fechamento de temporada de Dallas, utilizou o cliffhanger para manter a expectativa dos telespectadores. Outro notável cliffhanger ocorreu em Dinastia, em 1985, e em "The Best of Both Worlds", episódio de Star Trek: The Next Generation, em 1990.
Algumas séries de TV tomaram o cliffhanger como característica marcante de continuidade, como foi o exemplo de The Time Tunnel (O Túnel do Tempo). Em cada episódio a série apresentava uma história completa, mas, no final, os protagonistas eram lançados através do túnel do tempo em um novo local e em uma nova aventura, anunciada de forma a manter o interesse do público. Esse recurso foi utilizado igualmente em Lost in Space (Perdidos no Espaço), série produzida entre 1965 e 1968.

## Variações de cliffhanger
O cliffhanger tanto pode criar a expectativa da resolução de um problema, quanto pode se servir de uma revelação surpreendente. Um dos usos, muito difundido através da mídia atual, seria questionar a possibilidade de determinado personagem de uma trama morrer ou não, justificada sobre o fato de o ator não renovar seu contrato com a produtora. Um exemplo foi a possibilidade, em Star Trek: The Next Generation, de o ator Patrick Stewart ter seu contrato esgotado. No decorrer dos episódios, o contrato do ator foi renovado, e seu personagem Capitão Picard sobreviveu ao cliffhanger, que garantiu a audiência da série.
Cliffhanger é inserido, às vezes, deliberadamente, por escritores que estão indecisos quanto ao seu contrato, na esperança de que sejam incentivados financeiramente a terminar seu trabalho e resolver a situação. Foi o caso da segunda temporada de Twin Peaks, que terminou em um cliffhanger semelhante à primeira temporada, criando a incerteza sobre o destino do protagonista; o recurso, porém, não salvou a apresentação, que foi cancelada, sem oferecer uma resolução final.
Também os intervalos comerciais podem oferecer a chance de introduzir pequenos cliffhanger, para prender a atenção do telespectador. As emissoras de TV lançam mão de tais artifícios, evitando a mudança de canal em busca de outro programa.
Algumas vezes, o cliffhanger pode servir de suporte a toda a trama de uma série, como o principal fator de ligação entre os vários episódios, a despeito de, no final, nem sempre apresentar uma resolução. Esse foi o caso de séries como The Fugitive (O Fugitivo), realizada entre 1963 e 1966, em que os episódios eram independentes, mas o objetivo principal do personagem era encontrar o “homem sem braço” que assassinara sua esposa. A busca era o ponto de partida para várias aventuras, mas o elemento de coesão era a incessante procura do assassino, que jamais era encontrado. A série alcançou tamanho sucesso que contou com quatro temporadas e teve 120 episódios. Esse tipo de cliffhanger tem sido utilizado, também, na série Monk, onde a morte misteriosa da esposa do detetive serve de fator de coesão entre os episódios que, na verdade, são independentes entre si.
Ainda na linha de suporte de trama, o cliffhanger pode ser explorado como sendo ele mesmo o principal fator de suspense, alimentando-se em sua própria força de impacto. Esse é o caso da trama da série Lost, iniciada em 2004, que é construída sobre um impactante cliffhanger desconhecido que permanece como fator de coesão entre os diversos episódios e mesmo entre as diversas temporadas. A resolução proposta é desconhecida, e o cliffhanger primário serve de impulso para que a audiência se mantenha fiel, na esperança de uma explicação final, que passa a ser prorrogada ao seu estágio máximo através de vários cliffhanger secundários que vão impulsionando, de forma inteligente e coesa, a trama. Ainda em Lost, percebe-se que a resolução dos cliffhanger não segue coerentemente a linha do tempo, mas é constantemente adiada para uma situação posterior mais pertinente, de forma a manter a audiência sempre atenta, mesmo após a resolução de cada situação limite, evitando a independência dos episódios.
Outro exemplo de série de TV que utilizou tal recurso como fator principal de suspense foi The Twilight Zone (Além da Imaginação, no Brasil), de 1959, em que o cliffhanger era o fio condutor de cada trama, explorando o clima que variava entre o suspense e o poético. No cinema, tal recurso foi utilizado em filmes como Indiana Jones, em que as peripécias e cenas-limite conduziam a trama incansavelmente, expondo o espectador a inúmeros cliffhanger, a exemplo dos seriados dos primórdios do cinema. O clima de suspense tem se mostrado, no novo cinema de suspense, como um dos grandes fatores de incentivo às grandes bilheterias da atualidade, em especial junto ao público jovem. Baroni compara o tipo de suspense que excita a audiência por antecipar o que está por vir, como uma precognição particularmente característica da criança no faz-de-conta dos contos de fada, sendo, portanto, compensador.

## Telenovelas
No Brasil, os capítulos de telenovela geralmente usam o recurso cliffhanger para manter a atenção dos telespectadores, e o final de cada capítulo passa a ser uma cena que desperta a curiosidade para a resolução da situação, assegurando a audiência continuamente.
Algumas telenovelas utilizaram mais amplamente o recurso, inserindo-o no contexto de expectativa em grande escala, divulgando-o através da mídia, de forma a assegurar a audiência maciçamente. Um dos exemplos, bastante popular na época, foi a famosa questão “Quem matou Odete Roitman?”, questão-chave que garantiu a audiência da telenovela Vale Tudo, realizada entre 1988 e 1989. Anteriormente, uma questão parecida havia sido veiculada, durante a telenovela O Astro, realizada entre 1977 e 1978: “Quem matou Salomão Hayalla?”.